# 주의 환기용 인용
주의 환기용 인용(注意喚起用引用) 또는 공포 인용(恐怖引用, scare quotes)은 인용 부호 안쪽에 있는 어구의 내용을 독자들이 그 원래 의미와 다르게 의심스러움, 빈정거림, 반어의 감정 상태를 표현하는 것으로 이해하도록 하는 방식의 인용이다. 즉, 다른 곳에서 인용한 내용이 아니기 때문에 부호의 본래 용법대로라면 인용 부호를 쓸 필요는 없으나, 관심이나 의심을 유발하기 위하여 직접 인용 부호를 쓰는 경우이다.

## 용도
인용 부호 안쪽의 내용이 공식적인 글에서는 부적절한 표현임을 드러내기 위하여 사용된다. 이러한 용법의 인용 부호는 인용 부호 안쪽에 속어("유행어")를 적음으로써 필자가 인용 부호 안쪽의 내용에 대해 거리감을 느끼고 있음을 표시한 데에서 유래하였다. 속어뿐 아니라 필자가 주의 환기용 인용을 사용할 때, 필자는 자신과 인용 부호로 감싸진 어구에 거리를 두게 된다. 이때 큰따옴표를 사용하기도 하고, 작은따옴표를 사용하기도 한다. 칼 마르크스와 존 메이너드 케인스 같은 학자들은 셰익스피어의 햄릿과 맥베스 등에서 초자연적인 표현을 인용할 때에 주의 환기용 인용 부호를 사용하기도 하였다.

### 신문 기사
기사문이라는 사용역에서, 주의 환기용 인용 부호는 공적인 언어로만 적혀야 하는 신문 기사의 제약을 넘는 표현을 사용해야만 할 때, 그러한 표현 앞뒤에 쓰임으로써 표현의 정도를 공적인 언어와 같은 수준으로 중화시킨다. 신조어는 낯선 단어이기 때문에 독자의 이해를 고려하면 기사문에 사용해서는 안 되지만, 시의성 있게 사실을 전달해야 하는 기사문의 특성 때문에 어쩔 수 없이 신조어를 사용해야 할 때는 따옴표를 표시하는 것이다. 신조어는 아니지만 그 말이 가리키는 대상이 대중화되지 않아 독자에게 낯설 경우나, 속어의 경우에도 마찬가지이다. 또 기사문에서 주의 환기용 인용은 기자가 인용 부호 안쪽에 있는 내용에 대한 책임이 없음을 드러내는 기능을 한다.

### 번역
출발어 텍스트에 존재하는 주의 환기용 인용을 번역할 때에는 해당 인용을 저자의 의도로 보고 그대로 번역할 수도 있고, 해당 인용을 사용한 저자의 의도가 책임 소재에 대한 소송을 피하기 위해서라고 간주하여 도착어 텍스트에서는 그러한 소송의 우려가 없으므로 풀어서 번역할 수도 있다.
한국어에서는 원래 물음표를 소괄호 안에 적고 특정한 어구 뒤에 붙임으로써 동일한 감정 상태를 표현하는 용법이 있는데, 영어의 영향으로 주의 환기용 인용 부호를 물음표 대신 사용하기도 한다. 영어를 한국어로 번역할 때도 두 용법을 모두 쓸 수 있다.

## 언어학적 관점
통사론의 관점에서, 일반적인 인용 부호는 인용된 어구 전체를 하나의 명사구로 처리하는 데에 반하여, 주의 환기용 인용 부호는 따옴표가 없을 때와 마찬가지로 문장의 일부로 처리된다. 또 의미론의 관점에서, 일반적인 인용 부호는 언어 표현 자체를 지시하는 기능을 수행하지만, 주의 환기용 인용 부호는 통사론적 관점에서와 마찬가지로 문장의 일부분으로 쓰인다.

## 비판
주의 환기용 인용의 계보는 18세기 말엽까지 올라간다. 영미권에서 인용 부호를 주의 환기용으로 널리 사용하게 된 것은 대략 20세기부터인데, 이와 같은 인용 부호의 용법이 언어를 모호하게 만든다는 비판이 존재한다.

## 같이 보기
- 증거성
- 아이러니 기호
- 인용
- 시크 (인용)
- 따옴표 (제스처)

## 참고 문헌
- 김보원(2020), 《번역 문장 만들기》.
- 김진웅(2017), 〈화용표지로서 인용부호의 사용 양상과 유형 분류〉, 《한국어학》 77.
- 이동혁(2008), 〈신문기사 속 작은따옴표의 기능〉, 《우리말연구》 23.
- 최경희(2019), 〈직접인용부호 번역 교육 - 북미정상회담 뉴스 기사를 중심으로 -〉, 《번역학연구》 20(5).
- Martin Harries(2000), 《Scare Quotes from Shakespeare: Marx, Keynes, and the Language of Reenchantment》.